# Lovey Mary
Pour plus de détails, voir Fiche technique et Distribution.
Lovey Mary est un film américain réalisé par King Baggot et sorti en 1926.

## Synopsis
Mary s'échappe d'un orphelinat avec Tommy. Ils se réfugient chez Miss Hazey qui est sur le point de se marier avec un homme qu'elle ne connaît que par correspondance. Billy Wiggs est leur voisin, et Mary travaille avec ses sœurs pour gagner de l'argent pour elle et Tommy. Le jour du mariage de Miss Hazey, son origine est dévoilée.

## Fiche technique
- Réalisation : King Baggot
- Scénario : Agnes Christine Johnston, Charles Maigne d'après le roman Lovely Mary d'Alice Hegan Rice paru en 1903[1]
- Photographie : Ira H. Morgan
- Montage : Frank Davis
- Distributeur : Metro-Goldwyn-Mayer
- Durée : 7 bobines[2]
- Date de sortie : 26 juin 1926

## Distribution
- Bessie Love : Lovey Mary
- William Haines : Billy Wiggs
- Mary Alden : Mrs. Wiggs
- Vivia Ogden : Miss Hazey
- Martha Mattox : Miss Bell
- Jackie Combs : Tommy
- Fred Cox : Baby Tommy
- Gloria Holt : Europena
- Mary Jane Irving : Asia
- Annabelle Magnus : Australia
- Eileen Percy : Kate
- Russell Simpson : Stubbins
- Rosa Gore : Miss Eichorn
- Sunshine Hart : Mrs. Chultz